# Бастнезит
Бастнезит — минерал класса фторкарбонатов, соль церия (Ce,La,Y)CO3F. Прозрачные кристаллы жёлтого, красного и бурого цветов.
Является одним из основных источников получения церия, в примесях характерно содержание лантана и иттрия, из минералов чаще всего встречается с баритом, кальцитом и флюоритом. Не является драгоценным или поделочным камнем.

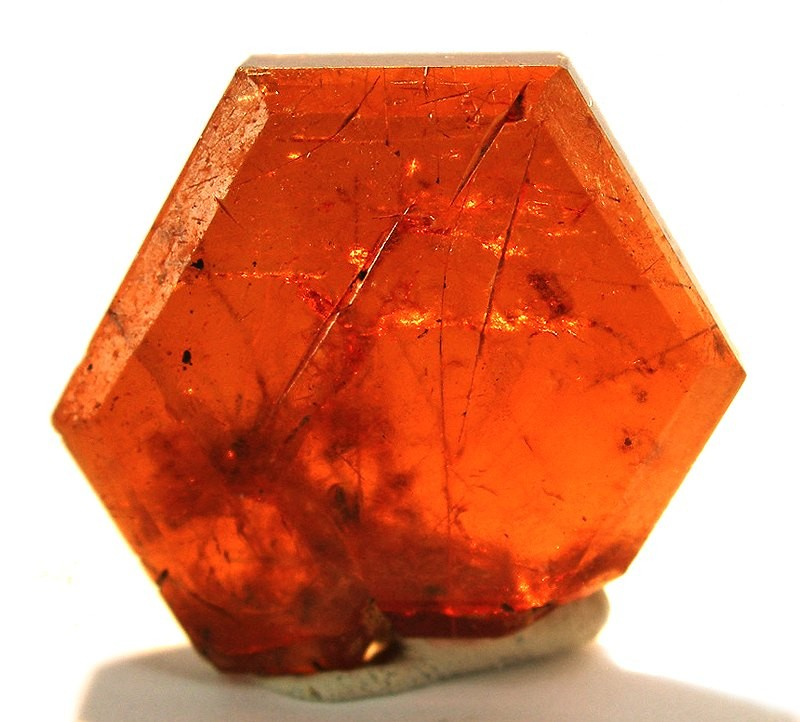
Кристалл бастнезита, Загийские горы, Федерально управляемые племенные территории (Пакистан). Размер: 1,5 x 1,5 x 0,3 см.

Крупнейшее месторождение расположено в США (Маунтин-Пасс). Обработка — гравитационное и флотационное обогащение.

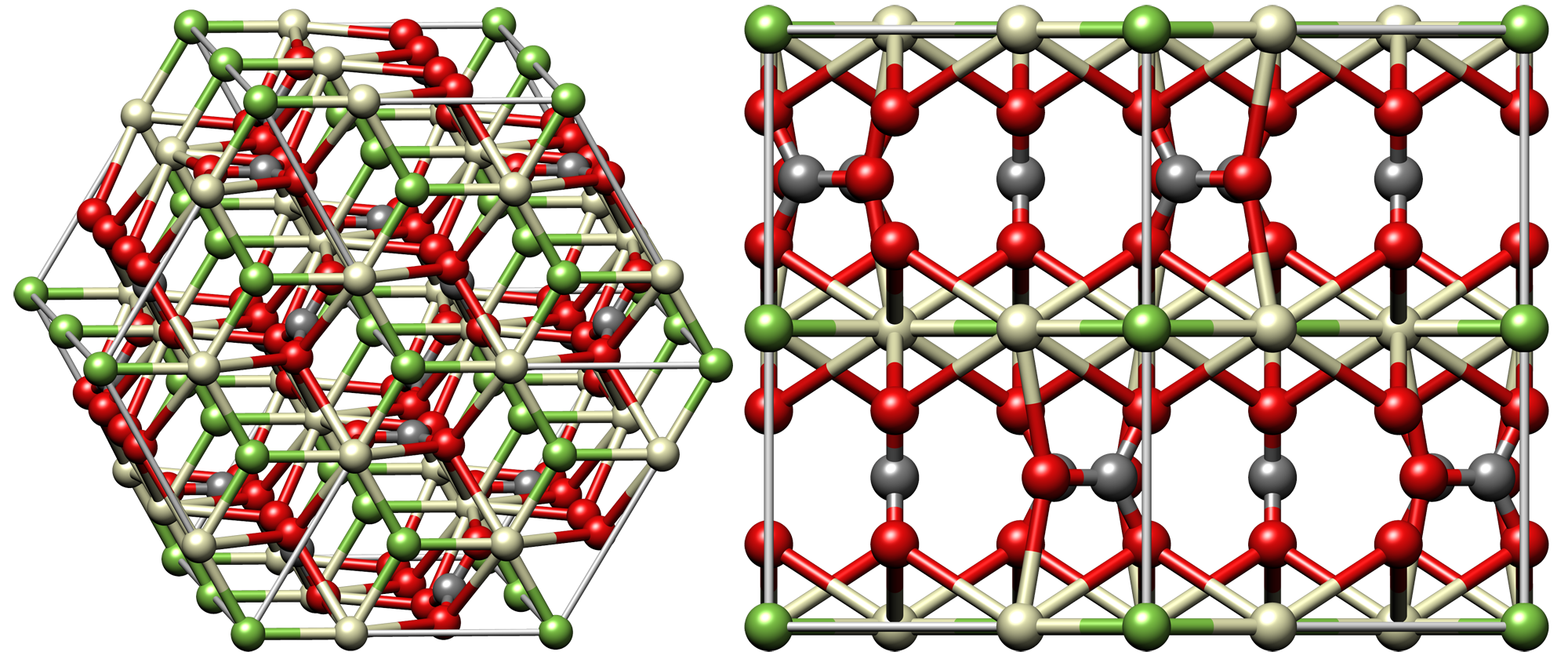
Кристаллическая структура бастнезита-Ce